# Parafia św. Jana Chrzciciela w Pniewniku
Parafia Świętego Jana Chrzciciela w Pniewniku – parafia rzymskokatolicka należąca do dekanatu stanisławowskiego, diecezji warszawsko-praskiej, metropolii warszawskiej Kościoła katolickiego.

## Historia
Erygowana 1447 przez biskupa płockiego Pawła Giżyckiego dzięki staraniom ks. Macieja Alberta z Różana, kanonika płockiego. Pierwsze wzmianki o świątyni w tym miejscu (w ramach parafii Liw) pochodzą z 1414.
Kościół parafialny (pierwszy, drewniany)
Pierwszy drewniany kościół, ufundowany przez Macieja Alberta z Różana zniszczony został w 1754 r. w wyniku pożaru.
Kościół parafialny (XVIII wiek)
Kolejna drewniana świątynia wybudowana w 1759 r. przez ks. Grzegorza Smolińskiego, kanonika płockiego i kolatora pniewnickiego kościoła przetrwała do 1911 r.
Kościół parafialny (początek XX wieku)
Zbudowany w latach 1909-1912 kościół w stylu neogotyckim (tzw. gotyku nadwiślańskiego) został 9 sierpnia 1915 wysadzony w powietrze przez wojska rosyjskie.
Kościół parafialny (XX wiek)
Obecny kościół neogotycki, którego wznoszenie rozpoczęto w 1921 wg projektu znanego warszawskiego architekta Ludwika Panczakiewicza, został konsekrowany przez bp Stanisława Galla 26 czerwca 1927. Wierzchołek wieży wraz z hełmem zbudowano dopiero w 1978.

## Obszar parafii
W granicach parafii znajdują się miejscowości: Dąbrowa, Decie, Jaczewek, Joanin, Leśniki, Marcelin, Modecin, Nojszew, Nowa Wieś, Pniewnik, Połazie Świętochowskie, Radoszyna, Roguszyn (część), Ruda-Pniewnik, Sąchocin, Stary Świętochów, Szczurów, Świdrów, Zakrzew.